# Duvalius lantosquensis
Duvalius lantosquensis is een keversoort uit de familie van de loopkevers (Carabidae). De wetenschappelijke naam van de soort is voor het eerst geldig gepubliceerd in 1881 door Abeille de Perrin.